# Lupo di Limoges
Lupo di Limoges (... – 22 maggio 637) è stato un vescovo franco.
Fu prete e poi vescovo di Limoges dal 614 al 637. La sua memoria liturgica cade il 22 maggio.

## Biografia
Secondo la leggenda, da prete fu incaricato della sorveglianza alla tomba di san Marziale, la cui venerazione condusse poi alla costruzione della chiesa di San Salvatore, che diverrà poi l'Abbazia di San Marziale a Limoges.
Sotto il regno di Clotario II fu scelto come vescovo ma rifiutò la carica; fu allora che egli avrebbe guarito il figlio del re, che lo avrebbe nominato vescovo nel 614.
Partecipò alla creazione dell'Abbazia dei Santi Pietro e Paolo a Solignac, fondata da sant'Eligio nel 631. Morì il 22 maggio 637.
Fu sepolto nella basilica di San Marziale dove rimase fino al 1158, quando i suoi resti furono posti in un reliquiario nella chiesa di Saint-Michel-des-Lions a Limoges. Una confraternita maschile, la Confraternita di san Lupo è garante del culto del santo e partecipa alle ostensioni nelle quali la cassa contenente le reliquie del santo viene portata in processione.